# Vanda tessellata
Vanda tessellata (Roxb.) Hook., 1850 è una pianta della famiglia delle Orchidacee originaria del subcontinente indiano e dell'Indocina.

## Descrizione
È un'orchidea di grandi dimensioni che cresce epifita sui tronchi di alberi della foresta tropicale montana. Presenta un fusto rampicante, a crescita monopodiale, che porta foglie conduplicate, strette, lineari, tridentate all'apice. La fioritura avviene in estate, autunno, fino all'inizio dell'inverno, su un'infiorescenza sub-eretta, lunga da 15 a 50 centimetri e portante da 5 a 12 fiori. Questi sono grandi mediamente 5 centimetri, profumati, di lunga durata, spessi e cerosi, di colore predominante giallo marroncino violaceo, con il labello variegato di rosa o di viola.

## Distribuzione e habitat
La specie è originaria della catena dell'Himalaya, sia occidentale che orientale, India (stato di Assam), Bangladesh, Nepal, Sri Lanka, Myanmar.
Cresce epifita, rampicante su tronchi di alberi, a quote intorno ai 1500 metri di altitudine.

## Sinonimi
Epidendrum tessellatum  Roxb., 1795 

Cymbidium tessellatum  (Roxb.) Sw., 1799 

Aerides tessellata (Roxb.) Wight ex Lindl., 1833 

Vanda roxburghii  R.Br., 1820 

Cymbidium allagnata Buch.-Ham. ex Wall., 1832, nom. nud. 

Cymbidium tesselloides Roxb., 1832 

Vanda tesselloides (Roxb.) Rchb.f., 1864 

Vanda roxburghii var. wrightiana  Rchb.f., 1883 

## Coltivazione
Questa pianta richiede luce ma non raggi diretti del sole, oltre a temperature calde e irrigazioni nel periodo della fioritura. Nel periodo di riposo è bene ridurre la temperatura e sospendere le irrigazioni.

## Usi
Nella penisola di Malacca in Malesia, dove la pianta è spontanea, mediante spremitura di V. tessellata, si ottiene un succo considerato dalle popolazioni locali una vera panacea.